# Gaius Fulvius Plautianus
Gaius of Lucius Fulvius Plautianus (Leptis Magna, ca. 150 – Rome, 22 januari 205) was door vriendschap- en familiebanden nauw gelieerd aan de Romeinse keizer Septimius Severus. In de periode van 197 tot 205 beschikte hij over enorm veel macht. Severus gebruikte hem nog weleens voor het opknappen van vuile klusjes, zoals het elimineren van potentiële tegenstanders. 
Plautianus was net als Septimius Severus uit de Libische stad Leptis Magna, iets ten oosten van het huidige Tripoli, afkomstig. Hij was een neef van moederszijde en tevens een intieme vriend van de Romeinse keizer Septimius Severus. 
Zijn vader, die omstreeks 130 n.Chr. was geboren, heette ook Gaius Fulvius Plautianus. Zijn vader was een broer van Fulvia Pia (omstreeks 125 - na 198), de vrouw van Publius Septimius Geta en de moeder van Septimius Severus.
Plautianus werd in 197 tot prefect commandant van de pretoriaanse garde benoemd. Vanwege hun vriendschap bewees Severus Plautianus verschillende eerbewijzen, waaronder een consulaire insignia, een zetel in de Romeinse Senaat en het consulschap van 203. Tijdens zijn consulaat werd Plautianus beeltenis samen met die van Severus' tweede zoon, Publius Septimius Geta op de munten afgebeeld.
Hij assisteerde Severus bij het bestuur van het rijk en werd zeer rijk en machtig. Severus maakte hem zijn tweede man. In 202 huwde Plautianus zijn dochter Publia Fulvia Plautilla uit aan Caracalla (de oudste zoon van Severus) in Rome. Plautianus werd zo machtig dat de Romeinse keizerin Julia Domna en haar zoon Caracalla ongerust werden. 
Het huwelijk tussen Caracalla en Plautilla was niet gelukkig. In feite verafschuwde Caracalla zowel haar als haar vader. Hij dreigde hen te doden wanneer hij alleenheerser zou zijn geworden. Toen Plautianus dit ontdekte, begon hij te plotten om Serverus' familie omver te werpen.
Toen Plautianus' verraad werd ontdekt riep de keizerlijke familie hem naar het paleis en gaf opdracht hem om 22 januari 205 te doden. Na zijn dood werden Plautianus eigendommen in beslag genomen. Zijn zoon, dochter en kleindochter werden eerst naar Sicilia en later naar Lipari verbannen. Plautianus zijn naam werd van alle openbare monumenten verwijderd. Zijn zoon, dochter en kleindochter werden op bevel van Caracalla in het begin van 212 gewurgd.
Hij trad in het huwelijk met Hortensia en kreeg twee kinderen
- Fulvia Plautilla, eerste vrouw van Caracalla, geëxecuteerd, 212)
- Gaius Fulvius Plautius Hortensianus (omstreeks 170 - geëxecuteerd, 212), getrouwd met Aurelia (omstreeks 170), dochter van Lucius Aurelius Gallus (omstreeks 140 - na 174), Consul in 174; zij kregen:
  - Fulvia (omstreeks 192), getrouwd met Lucius Neratius Junius Macer (omstreeks 185), consularis vir in Saepinum, met nageslacht, geëxecuteerd, 212